# Plectophanes frontalis
Plectophanes frontalis är en spindelart som beskrevs av Bryant 1935. Plectophanes frontalis ingår i släktet Plectophanes och familjen Cycloctenidae. Inga underarter finns listade i Catalogue of Life.